# Ulna

Scheletul membrului superior.

Ulna sau cubitusul este un os lung și pereche, situat în partea medială a antebrațului, așezat medial față de radius cu care formează scheletul antebrațului. Ulna se află în prelungirea degetului mic. Ulna prezintă un corp și două extremități sau epifize. Corpul ulnei are trei fețe (anterioară, medială și posterioară), trei margini (anterioară, posterioară și laterală sau interosoasă). Extremitatea (epifiza) superioară prezintă două procese (olecran și procesul coronoid), două incizuri (trohleară și radială) și tuberozitatea ulnei. Extremitatea (epifiza) inferioară prezintă capul și procesul stiloid. Ulna se articulează cu humerusul (proximal), radiusul (proximal și distal) și piramidalul (distal).

## Corpul ulnei
- este puțin concav înainte;
- prezintă trei fete și trei margini.
- Fața anterioară   prezintă:
  - gaura nutritivă;
  - în partea superioară a feței se inseră mușchiul flexor profund al degetelor;
  - în partea inferioară mușchiul pătrat pronator.
- Fața posterioară
  - este străbătută în treimea superioară de o linie oblică în jos și medial;
  - suprafața- triunghiulară, deasupra liniei oblice, pentru inserția mușchiului anconeu;
  - porțiunea inferioară este împărțită, la rândul ei, printr-o linie verticală, într-o fâșie medială și alta laterală. Pe fâșia medială a feței posterioare se inseră mușchiul extensor ulnar al carpului; pe cea laterală, se inseră sus mușchiul supinator, iar mai jos mușchii: lung abductor al policelui, scurt extensor al policelui, lung extensor al policelui si extensorul indicelui.
- Fața medială  - este largă în porțiunea superioară și se îngustează în partea inferioară, unde este de altfel palpabilă sub piele.
- Marginea anterioară:   - începe la procesul coronoidian si se termina la cel stiloidian.
- Marginea posterioară:
  - proemina sub piele.
  - pleacă de pe olecran, descinde sub forma unei creste sinuoase și dispare apoi în treimea inferioară a diafizei.
- Marginea laterală sau interosoasă:
  - dă inserție membranei interosoase ce unește corpurile celor două oase ale antebrațului;
  - în sus se bifurcă și delimitează o suprafață triunghiulară în care este situată incizura radială a epifizei proximale.
  - ramura de bifurcație posterioară poartă numele de creasta mușchiului supinator pentru inserția mușchiului omonim.

## Extremitatea superioară
Extremitatea sau epifiza superioară a ulnei este voluminoasă și formată din două proeminențe osoase: una verticală, care continuă în sus corpul ulnei, numită olecran (Olecranon), și alta orizontală, proiectată anterior numită procesul coronoid (Processus coronoideus ulnae). Amândouă formează incizura trohleară  (Incisura trochlearis ulnae), deschisă anterior, în care pătrunde trohlea humerusului. Pe fața laterală a procesului coronoid se găsește o suprafață articulară semilunară numită incizura radială (Incisura radialis ulnae) care se articulează cu capul radiusului. Sub procesul coronoid se află o tuberozitate numită tuberozitatea ulnei (Tuberositas ulnae).

## Referințe

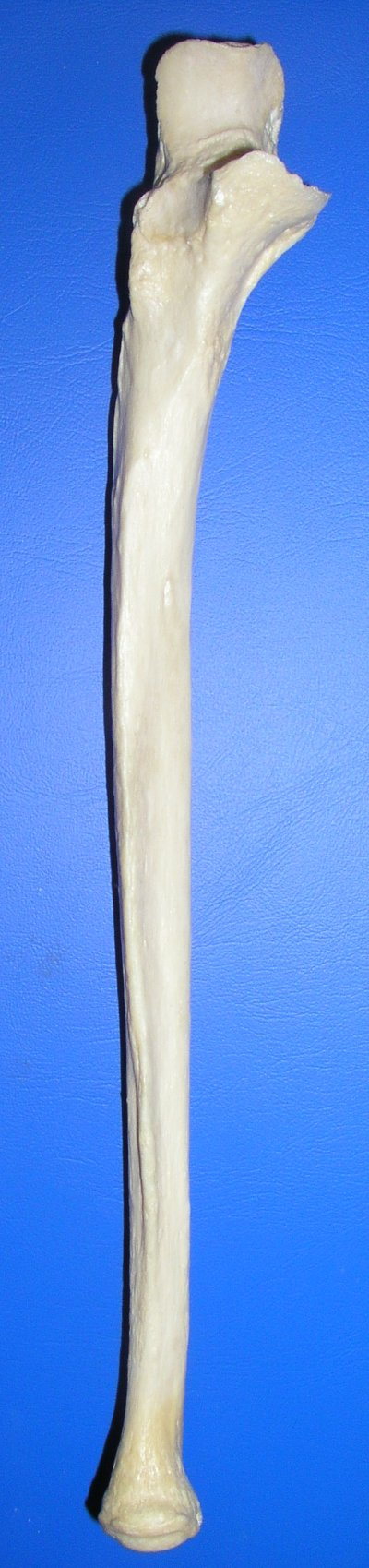
Ulna - vedere anterioară
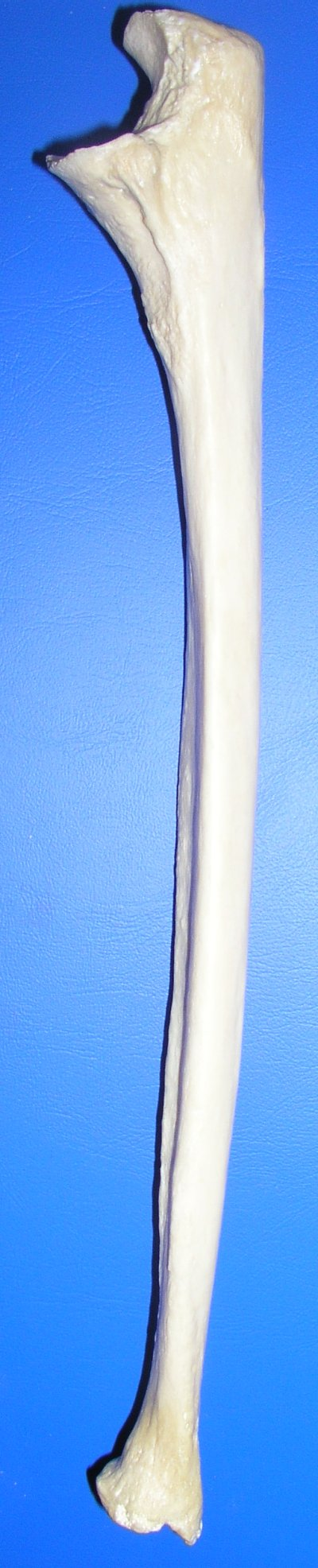
Ulna - vedere medială
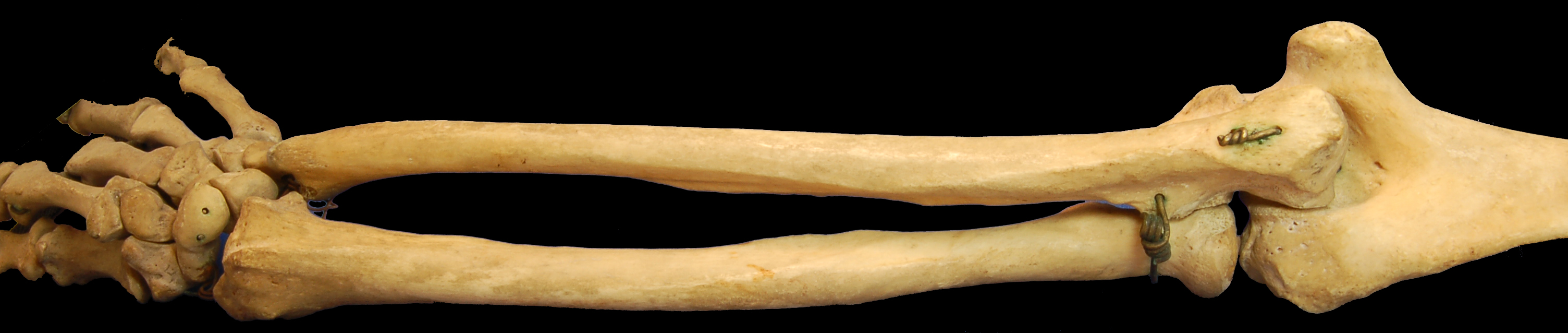
Scheletul antebrațului: ulna este situată în partea superioară, radiusul în partea inferioară.